# Lív Næs
Lív Næs (født i 1988) er en færøsk sanger, sangskriver, komponist og guitarist. Hun er opvokset i Fuglafjørður men bor nu (2020) i Tvøroyri, hun er uddannet fra Lærerseminariet (Føroya Læraraskúli).

## Biografi
Hun blev kendt på Færøerne som sanger, da hun sang sammen med Niels Midjord. De udgav CD'en Tú skalt eiga morgindagin (Du skal eje dagen i morgen) i 2009. I 2011 deltog hun på flere færøske musik festivaler sammen med kvindebandet Lív & the Zoo, de optrådte f.eks. på Sommerfestivalen (Summarfestivalurin) i Klaksvík. De andre medlemmer af bandet er: Jenny J. Kragsteen, Anna Maria Wrae og Maibritt H. Johansen. Første gang de optrådte var i Sandur i 2011. Lív har også optrådt en hel del sammen med kæresten Tróndur Enni. De udgav sangen Sveimandi i 2011, som blev et hit på Færøerne. De har også bl.a. optrådt ved Tórshavns Kulturnat i 2012. Í 2010 var hun TV-vært i det færøske børneshow Ert tú við?. Serien var i 13 dele.
I 2012 udgav hun CD'en Keldufar, som er en samling af udvalgte digte, som hendes farfar Johannes Andreas Næs har skrevet. Han var 92 år gammel, da CD'en udkom. Digtene fra fra en digtsamling med samme titel, som udkom i 1949. Dengang brugte Johannes Andreas Næs pseudonymet Flóvin Flekk. Lív har komponeret alle melodierne undtagen "Meg droymdi", som hun har komponeret sammen med Tróndur Enni og "Urið", som hendes farfar læser op og Finnur Hansen har komponeret musik til.

## Diskografi

### Solo
- Keldufar, 2012. (Yrkingar eftir av abba hennara, Johannes Andreas Næs, sum í ungum døgum nýtti dulnevni "Flóvin Flekk".)[5]

### Albums sammen med andre
- Tú skalt eiga morgindagin. Niels Midjord & Lív Næs tulka Alf Proysen, 2009

### Sange udgivet i radioen og på internettet
- Sveimandi - Sammen med Tróndur Enni, 2011
- Lítli Fuglur - Sammen med Tróndur Enni, 2019

### Opsamlingsalbums sammen med andre artister
- Frískar Kular Røtur, 2011[6]
- Fræls og javnlík, Amnesty International, sangen: Í hjartanum skrivað, TUTL, november 2011[7]
- Kvinna 2 - sangen: Í hjartanum skrivað, Tutl, 2012 [8]

## Priser og nomineringer
- Nomineret ved Planet Awards 2012 i kategorien Bedste sangerinde[9](Vandt ikke)
- Nomineret ved Planet Awards 2010 i kategorien Bedste sangerinde. (Vandt ikke)

## Privatliv
Lív Næs danner par med sangeren Tróndur Enni, de har to børn sammen. Lív er datter til forfatteren Martin Næs. Lív og Tróndur har udgivet flere sange sammen, blandt andet Sveimandi og Lítli Fuglur, som er oversat fra norsk.

## Eksterne links
- Wikimedia Commons har flere filer relateret til Lív Næs
- Lív Næs hos MySpace